# فریتس اشپنلر
فریتس اشپنلر (انگلیسی: Fritz Spengler; ۶ سپتامبر ۱۹۰۸ – ۱۰ مارس ۲۰۰۳) بازیکن هندبال] اهل آلمان بود.